# Embalse Tutuvén

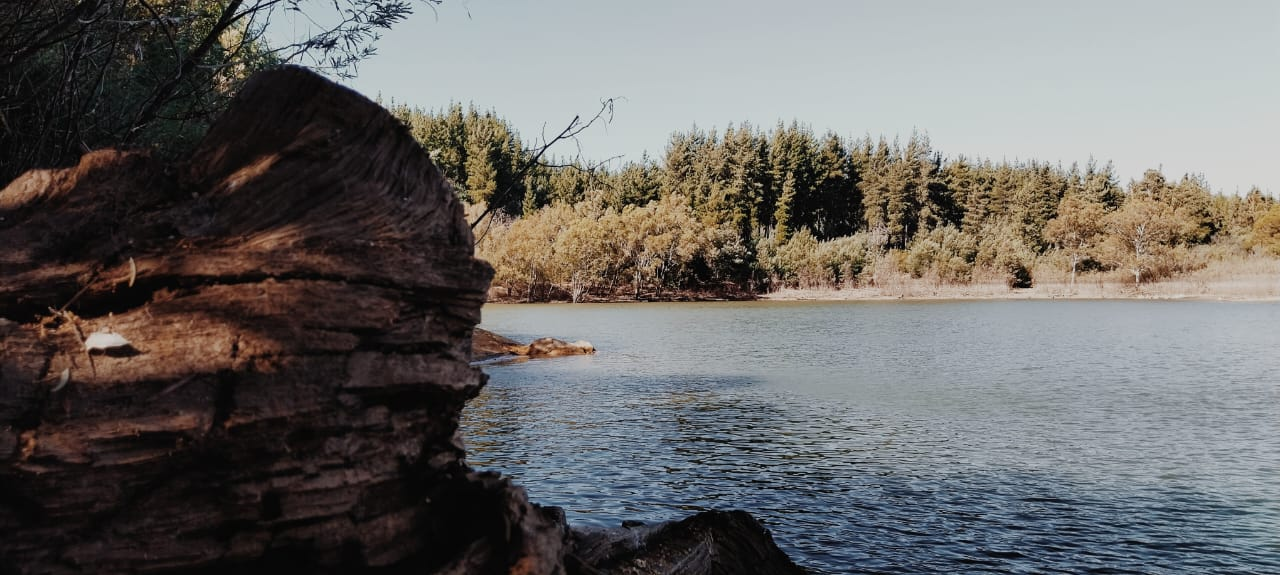
Embalse Tutuvén.

El Embalse Tutuven es una obra hidráulica de almacenamiento para 13 hm³ de agua con fines de uso agrícola ubicada cerca de la ciudad de Cauquenes, en la Región del Maule, Chile. 

## Ubicación, propiedad y funciones
Está situada a unos 9 km al oeste de la ciudad de Cauquenes. El área de regadío es de 2161 ha nuevas y 340 ha mejoradas.
Actualmente también se presenta como un lugar turístico para actividades recreativas y la pesca deportiva.

## Represa
El embalse es una presa de tierra con dos muros que cierran el valle principal y portezuelo lateral, respectivamente. El primer muro posee una altura máxima de 32 m y un largo de cerca de 190 m. El muro secundario, por su par
te, tiene una altura máxima de 16 m. El nivel normal es de 170,80 m s. n. m. y puede alcanzar como cota máxima 171,50 m s. n. m.: 22 
Según un informe de la Comisión Nacional de Riego,: 22  su capacidad es de 20 hm³, pero solo 16 hm³ son utilizables y Demanet Filipi lo da con solo 13 hm³.

## Hidrología
El embalse aprovecha las aguas del río Tutuvén y del estero Tobalguén. El caudal de los afluentes se estima en 2 m³/s.: 22 

### Situación hídrica en 2018-19
| Volumen almacenado Embalse Tutuvén                               |                                                                  |
| ---------------------------------------------------------------- | ---------------------------------------------------------------- |
| Gráfico no disponible temporalmente debido a problemas técnicos. |                                                                  |
| Volumen promedio histórico Contenido 2018-19                     |                                                                  |
|                                                                  | Gráfico no disponible temporalmente debido a problemas técnicos. |

En los últimos 12 meses a agosto de 2019, el embalse no alcanza el promedio histórico de 12 hm³.

## Historia
En los años 1974 y 1976 el caudal de la crecida del río destruyó las compuertas de salida, que ya han sido reparadas.